# Zápřednicovití
Zápřednicovití (Cheiracanthiidae) jsou čeleď pavouků zahrnující celkem 14 rodů s 376 popsanými druhy.
Jde o pavouky o délce, která se většinou pohybuje mezi 4 až 10 mm, a s bledě žlutým či nazelenalým zbarvením. Zadeček je oválný a zešpičatělý, s nápadnými snovacími bradavkami, u několika druhů se nachází i červený podélný proužek. Karapax delší než širší. Má osm očí uspořádaných ve dvou řadách. Nohy jsou obvykle dlouhé a štíhlé, se dvěma drápky a pokryté chloupky; první pár je viditelně delší než zbylé tři. Pavouci mají pár plicních vaků a vzdušnice se stigmatem umístěným blízko snovacích bradavek. Samci se podobají samicím, mají však štíhlejší tělo a delší nohy.
Pavouci z této čeledi se vyskytují na všech kontinentech kromě Antarktidy, v České republice se vyskytuje 10 druhů z rodu zápřednice (Cheiracanthium), z nichž nejznámější je zápřednice jedovatá.
Jde o noční pavouky nestavící si sítě k lovení kořisti, kteří vytváří pavučinový zámotek ve svinutých listech či trávě.
Čeleď byla původně popsána jako podčeleď Eutichurinae z čeledi Miturgidae Pekkou T. Lehtinenem v roce 1967. V roce 2014 se vyčlenila jako samostatná čeleď Eutichuridae, o čtyři roky později pak byl změněn název na současné Cheiracanthiidae dle staršího pojmenování (Cheiracantidae) Vladimira Alexandroviče Vagnera z roku 1887.

## Přehled rodů
Platí k 25. září 2024:
- Calamoneta Deeleman-Reinhold, 2001
- Calamopus Deeleman-Reinhold, 2001
- Cheiracanthium C. L. Koch, 1839
- Cheiramiona Lotz & Dippenaar-Schoeman, 1999
- Ericaella Bonaldo, 1994
- Eutichurus Simon, 1897
- Eutittha Thorell, 1878
- Lessertina Lawrence, 1942
- Macerio Simon, 1897
- Radulphius Keyserling, 1891
- Sinocanthium Yu & Li, 2020
- Strotarchus Simon, 1888
- Summacanthium Deeleman-Reinhold, 2001
- Tecution Benoit, 1977